# Traduzioni della Bibbia in altre lingue
Secondo dati del 2004 forniti dall'Alleanza Biblica Universale la Bibbia è stata tradotta per intero o parzialmente in 2.355 lingue. Le lingue principali del mondo sono 3.000, ma se ne contano fino a 6.700. Sempre nel 2004 l'Alleanza Biblica Universale sta coordinando la traduzione in circa 600 lingue.
- Afrikaans. La Bibbia fu tradotta in Afrikaans, lingua sudafricana derivante dall'olandese con molti prestiti di altre lingue, nel 1933 (rev. 1953) dalla Bybelgenootskap van Suid Afrika, la Società Biblica del Sudafrica.

- Catalano. Edizioni cattoliche 1948, 1968, 1970; protestanti 1988, 2000; ecumeniche 1993.

- Ceco. La Bibbia di Dresda, prima traduzione manoscritta in ceco, risale al 1360, dalla Vulgata. La prima stampa del NT è del 1487 (Dlabač), dell'intera Bibbia del 1488 (Bibbia di Praga). Entrambe dalla Vulgata. Altre versioni 1489 (Kutná Hora); 1579-93, 1613 (Kralice).

- Cinese. Traduzioni nel 1822, 1823-24, 1904-19 (prima traduzione in cinese moderno, ad opera dei protestanti)[1], 1935-68 (curata dal missionario francescano Gabriele Allegra, dai testi originali), 1970, 1974, 1979, 1993, 2001, 2003.

- Coreano. Edizioni cattoliche 2005; protestanti 1961, 2005; ecumeniche 1977, 1999.

- Croato. Traduzione manoscritta del gesuita Kasić nel 1622-37, pubblicata 2000. 1831 Petar Katančić; 1968 Bibbia Zagreb, parzialmente basata sulla Bibbia di Gerusalemme.

- Croato del Burgenland. 1816 Matijaš Laáb: Nuovo Testamento (manoscritta); 1952 Martin Meršić-Ivan Jakšić pubblicata Nuovo Testamento; 1979 Salmi.
- Caicavo. Ivan Rupert Gusić, Ivan Nepomuk Labaš, Ignac Kristijanović, Vid Balog

- Esperanto. La prima traduzione dell'AT venne realizzata dallo stesso ideatore dell'idioma artificiale, l'ebreo polacco L.L. Zamenhof. Il NT fu pubblicato nel 1910. La Londona Biblio del 1926 (2003) raccoglie l'intero testo biblico.

- Finlandese. Risale a Mikael Agricola il Se Wsi Testamenti Somexi, NT in finlandese, tradotto dall'originale greco, del 1548. Rappresenta un'opera fondamentale per la letteratura finnica. La stampa dell'intero testo biblico risale al 1642 (Biblia, Se on: Coco Pyhä Ramattu Suomexi, detta Vanha kirkkoraamattu, Bibbia della vecchia Chiesa), revisione 1683-5 (Florinus). Altre versioni 1776 (1859), 1938 molto letterale; 1938 dai Testimoni di Geova; 1992 ecumenica.
- Friulano.  La traduzione integrale della Bibbia è di Antonio Bellina e Francesco Placereani ed è stata pubblicata tra il 1984 e il 1993.

- Greco moderno. 1901 di Alexandros Psallis.

- Irlandese. Il NT pubblicato nel 1602 è di Nicholas Walsh et al. L'AT fu pubblicato nel 1680.

- Islandese. Il NT venne pubblicato nel 1540 ad opera di Oddur Gottskálksson, nel 1588 fu pubblicato l'intero testo biblico ad opera di Guðbrandur Þorláksson. L'attuale versione ufficiale è del 1981.

- Olandese. La prima versione olandese è la Statenvertaling (traduzione di stato), pubblicata nel 1637, direttamente dai testi originali. Fu soppiantata nel 1951 da una nuova versione curata dalla Società Biblica Olandese. Sono del 2004 la cattolica Willibrordvertaling e l'ecumenica Nieuwe Bijbelvertaling (nuova traduzione della Bibbia). È sempre del 2004 la Naarden, di Albert Koster, traduzione letterale dell'AT.

- Polacco. Traduzioni parziali dal XIV sec. Prima stampa del NT del 1551-2 a cura di Jan Sieklucki. Prima traduzione completa calvinista voluta dal principe Nicholas Radziwiłł, pubblicata a Brest nel 1563, dai testi originali e Vulgata. 1572, del sociniano Simon Budny. 1632, Bibbia di Danzica, ufficiale protestante. La Bibbia cattolica ufficiale fu tradotta dalla Vulgata a cura di Leopolita (Giovanni di Lemberg), 1561, 74, 77. La Bibbia Leopolita fu poi soppiantata dal Gesuita Jakub Wujek, 1599, sempre dalla Vulgata.

- Portoghese. Fondamentale la traduzione del protestante João Ferreira de Almeida (1628-91), dai testi originali e con uno sguardo alla Vulgata, NT 1681, AT incompleto alla morte. Revisione 1959. La tradizionale traduzione cattolica è quella di Pereira de Figueiredo (1784), dalla Vulgata. L'edizione Trinitaria del 1883 è propria degli avventisti. La Brasileira del 1917 è protestante. Altre traduzioni cattoliche: di Matos Soares 1933; di João Maredsous; 1968; 1967 Paoline.

- Rumeno. Traduzioni parziali a stampa risalgono a 1551 (Vangeli), 1561 (Vangeli), 1570 (Salmi), 1582 (Paolo). La Biblia de la Bucureşti del 1688 è la prima traduzione completa in lingua rumena, realizzata da Radu e Şerban Greceanu e altri. Le attuali traduzioni ufficiali sono l'ortodossa Biblia Sinodală (del Sinodo), e una traduzione protestante a cura di Dumitru Cornilescu, del 1928 (rev. 1989).

- Russo. Traduzioni parziali nel periodo della Rus' di Kiev. La Bibbia di Gennadio del 1499 è la prima traduzione integrale in antico slavo ecclesiastico. Realizzata dall'Arcivescovo di Novgorod Gennadio, si basa sulle esistenti traduzioni slave e sulla Vulgata latina per i testi mancanti. Fu la fonte principale della "Bibbia di Ostrog". Un'altra versione fu redatta nel 1876. Attualmente la materia è competenza della Società biblica russa.

- Serbo. La traduzione del NT è del 1830, a cura di Atanasije Stojković. L'AT fu completato nel 1865 da Đuro Daničić. Altre traduzioni: Lujo Bakotić 1933, intera Bibbia; Dimitrije Stefanović 1934, NT; Emilijan Čarnić 1973, NT; 1984 ecumenica; Aleksandar Birviš 1987, vangeli.

- Sloveno. Il protestante Jurij Dalmatin pubblicò la traduzione dell'intera Bibbia nel 1584.
- Prekmuro. Il protestante István Küzmics pubblicò il Nuovo Testamento, il cattolico Miklós Küzmics (1771, 1780)

- Svedese. Gustav Vasa curò una versione dedicata a Carlo XII; Normalupplagan; Helge Åkessons över-sättning; 1917; David Hedegårds, NT; Bo Giertz, NT; Svenska folkbibeln; Bibel 2000.

- Swahili. 1868 NT, 1890 intera Bibbia.

- Ungherese. Gli Hussiti realizzarono una traduzione in ungherese nel 1436-39, della quale rimangono solo frammenti. La prima versione completa del NT è del 1541, a cura di János Sylvester. La Vizsolyi Biblia (1590, rev. 2003) del protestante Gáspár Károlyi è la prima edizione completa del testo biblico, tuttora usata come testo ufficiale dai protestanti magiari. In campo cattolico invece la versione ufficiale è quella di György Káldi (1626, rev. 1835, 1851, 1865, 1934, 1973, 1997).